# Гевондян Шушана Азатівна
Шуша́на Гевондя́н (8 листопада 1989) — українська спортсменка-дзюдоїстка.
1994 року родина переїхала з Вірменії в Україну, до Кропивницького, 10-й клас закінчувала у Києві, потім навчалася в Тернопільському національному економічному університеті.

## Спортивні здобутки
- 2011 року здобула срібну нагороду на Чемпіонаті Європи U23 (Тюмень, РФ),
- 2012 року перемогла на Кубку Європи (Оренбурґ, РФ),
- 2013 року завоювала срібну нагороду на Універсіаді (Казань, Республіка Татарстан, РФ)
- 2014 року здобула бронзову нагороду Гран-Прі (Тбілісі, Грузія),
- у червні 2015 року стала переможницею етапу відкритого Кубку Європи з дзюдо (Мінськ, Білорусь). Перемогу здобула у ваговій категорії до 57 кг,
- чемпіонка України — 2012, 2013,
- чемпіонка України U23 — 2011,
- переможець Кубку України — 2013.